# Delft Colony
Delft Colony es un lugar designado por el censo ubicado en el condado de Tulare en el estado estadounidense de California. En el año 2010 tenía una población de 454 habitantes.

## Geografía
Delft Colony se encuentra ubicado en las coordenadas 36°30′43″N 119°26′47″O / 36.51194, -119.44639.